# Tobias Angerer
Tobias Angerer (Traunstein, 12 april 1977) is een Duitse langlaufer. Hij nam driemaal deel aan de Olympische Spelen en won hierbij in totaal vier medailles waarvan twee zilveren en twee bronzen.
Angerer begon met langlaufen in 1996. Op de Olympische Winterspelen 2002 in Salt Lake City won hij brons met het Duitse team op de 4 x 10km estafette. Op het WK van 2005 in Oberstdorf won hij zilver met het Duitse team op de 4x10 estafette. Ook op Olympische Winterspelen 2006 in Turijn won hij met het Duitse team een medaille op de 4x10 estafette. Ze wonnen zilver. Hij won ook nog brons op de 15 km. In het seizoen 2006/07 won hij ook de Tour de Ski.
Hij had een lange tijd een relatie met professioneel golfster Martina Eberl en begon later een relatie met voormalig biatlete Romy Groß met wie hij sinds 2008 een dochter heeft.
- Gemeinsame Normdatei: 1190886790
- Virtual International Authority File: 4389156374133707710006
- WorldCat: E39PBJqBqwdmVJYBJy7384Fh73